# مدينا (فنان)
مدينا (بالدنماركية: Medina Danielle Oona Valbak )‏ (و. 1982  م) هي مغنية، وملحنة دنماركية، ولدت في آرهوس، تستخدم آلات صوت بشري.

## جوائز
حصلت على جوائز منها:
- MTV Europe Music Award for Best Danish Act [الإنجليزية]‏ (2012)
- MTV Europe Music Award for Best Danish Act [الإنجليزية]‏ (2011)
- EchoPrisen  [لغات أخرى]‏ (2010)
- MTV Europe Music Award for Best Danish Act [الإنجليزية]‏ (2009).

## وصلات خارجية
- مدينا على موقع IMDb (الإنجليزية)
- مدينا على موقع ميوزك برينز (الإنجليزية)
- مدينا على موقع أول ميوزيك (الإنجليزية)
- مدينا على موقع ديسكوغز (الإنجليزية)
- مدينا على موقع قاعدة بيانات الفيلم (الإنجليزية)

- مدينا في قاعدة بيانات الأفلام على الإنترنت